# Simeón Pólotski
Samuel Piotrowski-Sitnianowicz (Самуил Гаврилович Петровский-Ситнианович), más conocido como Simeón Pólotski (Симео́н По́лоцкий) o Simeón de Pólotsk (Pólotsk, Gran Ducado de Lituania, 1629 - Moscú, Zarato ruso, 1680), eclesiástico, estadista y escritor en lengua rusa, polaca y ucraniana, creador del teatro en ruso.
De origen bielorruso, estudió en la Academia Kiev-Mohyla de Kiev y en un colegio de jesuitas polaco-lituano en la ciudad de Vilna. En 1656, tomó los hábitos monacales en la ciudad de Pólotsk ("[...] Simeonis Piotrowskj Sitnianowicz hieromonachi Polocensis Ordinis Sancti Basilii Magni"), cambiando su verdadero nombre, Samuel Piotrowski-Sitnianowicz, por el de Simeón de Pólotsk. Allí compuso numerosas poesías para sus alumnos de la escuela parroquial en ruso, polaco y ucraniano.
En 1661, tras la ocupación de Pólotsk por Polonia, se trasladó a Moscú, donde llegó a ser hombre de confianza del zar  Alejo I de Rusia (Alekséi Mijáilovich Románov); gozó de su protección y pudo desarrollar una actividad polifacética como ilustrador, educador, tratadista y promotor de una imprenta en el Kremlin de Moscú. Fue preceptor de varios zarévich o príncipes herederos, entre ellos del futuro zar Pedro I, y reunió una de las bibliotecas más ricas de Moscú.
Escribió un amplio tratado teológico, El cetro del gobierno, 1667, dirigido contra el cisma de los Viejos creyentes, y numerosos sermones y discursos recopilados en los dos volúmenes de Alimento espiritual, 1681, y Cena espiritual, 1683. Su obra poética se recoge en tres libros; el primero, titulado Jardín multicolor (1677-1678), es un heterogéneo centón de géneros, temáticas y estilos compuestos en distintas épocas: sátiras, panegíricos, poemas didácticos, poemas moralizantes, pastorales, parábolas, moralejas, leyendas, relatos edificantes, historietas divertidas...; el segundo es el Salterio en verso, de 1680, traducción en verso de los Salmos del rey David que fue musicada en el siglo XVIII por el diácono V. Titov. El tercero, formado principalmente por loas y panegíricos al zar, se titula Rythmologion (1679) y se compone de varios libros, editados por separado pero unidos estilística y temáticamente. 
La mayor parte de su obra poética está escrita en endecasílabos y tridecasílabos, con cesura tras la quinta o séptima sílaba; en el arte de la versificación es considerado un consumado maestro; pero también compuso dos piezas teatrales en verso, escritas principalmente para el primer teatro ruso que se abrió en la corte del zar Alekséi Mijáilovich, la Comedia del hijo pródigo, versión libre de la parábola evangélica con prólogo, epílogo y seis actos, escrita en una lenguaje vivo y directo en un intento de aproximarse a la lengua hablada, y la tragedia El rey Nabucodonosor, el becerro de oro y los tres infantes que no ardieron en el fuego, versión libre de varios pasajes del Libro de Daniel.